# Fuad Anwar
Fuad Anwar Amin (Rijád, 1970. október 13. –) szaúd-arábiai válogatott labdarúgó.

## Fordítás
- Ez a szócikk részben vagy egészben  a   Fuad Anwar című angol Wikipédia-szócikk fordításán alapul.  Az eredeti cikk szerkesztőit annak laptörténete sorolja fel. Ez a jelzés csupán a megfogalmazás eredetét és a szerzői jogokat jelzi, nem szolgál a cikkben szereplő információk forrásmegjelöléseként.